# West Side Highway (Washington)
West Side Highway az Amerikai Egyesült Államok északnyugati részén, Washington állam Cowlitz megyéjében elhelyezkedő, Beacon Hill és Lexington helységekből álló statisztikai település. A 2010. évi népszámlálási adatok alapján 5517 lakosa van.

## Népesség
A település népességének változása:

| 2000 | 4 565 |
| 2010 | 5 517 |